# Max Monnehay

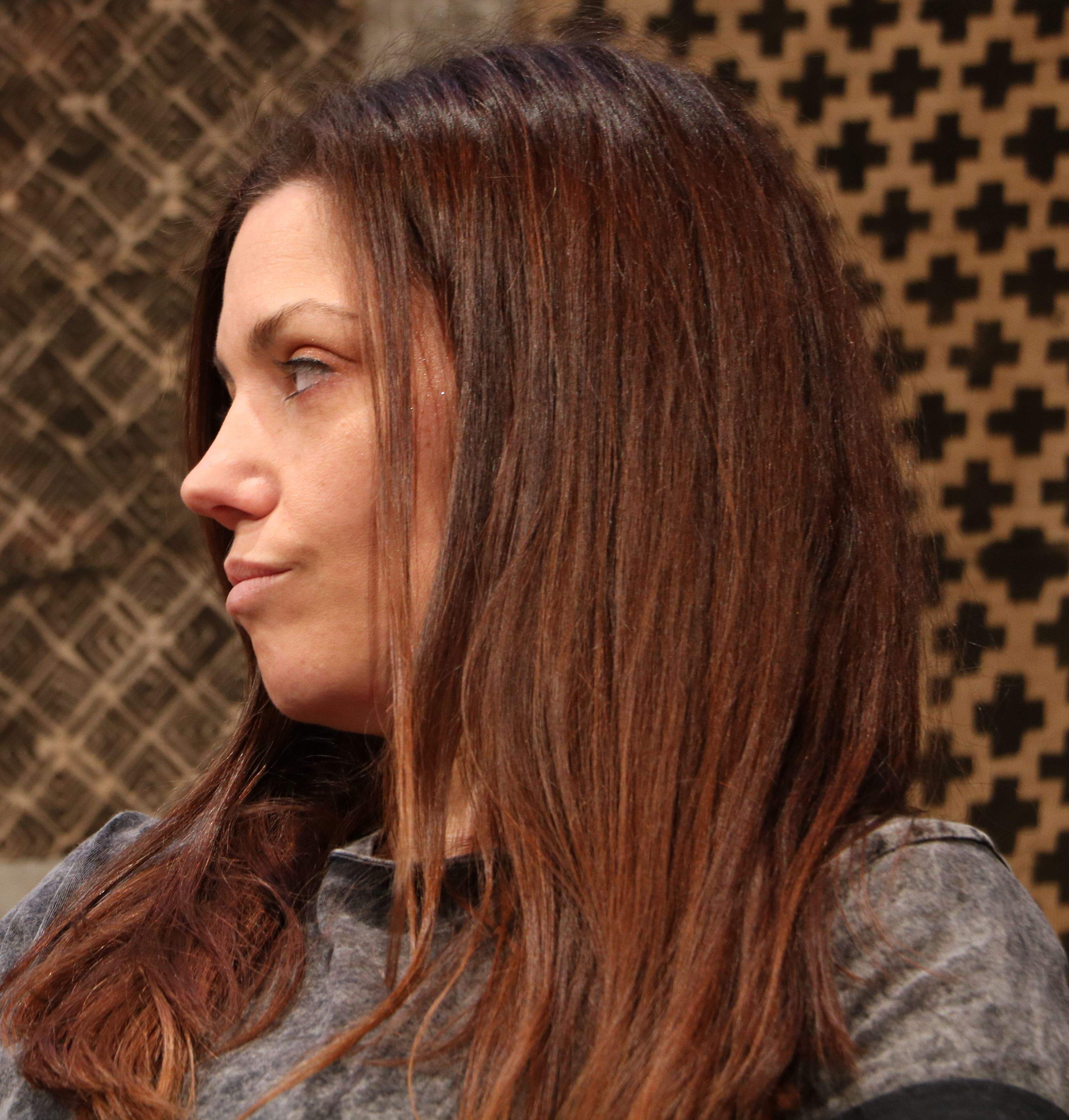
Max Monnehay

Max Monnehay (* 1981 in Beauvais; eigentlich Amélie Monnehay) ist eine französische Schriftstellerin.

## Werdegang
Nach einem Studium der Modernen Literatur besuchte Monnehay die Schauspielschule Cours Florent. Schnell wechselte sie an das Method Acting Center, wo sie das Drehbuchschreiben lernte. 2006 veröffentlichte sie ihren Debütroman Corpus Christine, für den sie im gleichen Jahr mit dem Prix du premier roman ausgezeichnet wurde.
Anfang 2013 erschien ihr Roman Géographie de la bétise unter dem Titel Dorf der Idioten auch in deutscher Sprache.

## Werke
- Comment j’ai mis un coup de boule à JoeyStarr, Paris, LC éditions, 2013, ISBN 978-2-36626-008-3
- Dorf der Idioten (Orig.: Géographie de la bétise), Köln, Bastei Lübbe, 2013
- Corpus Christine, Paris, Albin Michel, 2006, ISBN 978-2-226-17334-8